# Список римських легіонів
Не всі легіони у представленому Списку Римських легіонів існували одночасно. Часта подвійна нумерація походить ще з перших консульських легіонів, та громадянських воєн, у яких кожна партія створювала свій легіон. Однак, за традицією, номери легіонів залишались у вжитку. Часто до назви легіон отримував додаток — наприклад pia fidelis чи ім'я засновника — Flavia, що дозволяло їх розрізняти.

## Список легіонів
| Латинська назва             | Українська назва                    | Інше найменування                                                      | Рік формування | Рік розформування     | Засновник                                  | Емблема                        |
| --------------------------- | ----------------------------------- | ---------------------------------------------------------------------- | -------------- | --------------------- | ------------------------------------------ | ------------------------------ |
| Legio I Germanica           | I Германський легіон                |                                                                        | 48 до н. е.    | 70                    | Юлій Цезар                                 | Бик                            |
| Legio I Adjutrix            | I Допоміжний легіон                 |                                                                        | 68             | 444                   | Гальба                                     | Єдиноріг                       |
| Legio I Italica             | I Італійський легіон                |                                                                        | 66             | 476                   | Нерон                                      | Кабан                          |
| Legio I Macriana liberatrix | I Легіон Визволитель Макріана       |                                                                        | 68             | 69                    | Луцій Клодій Макр                          | невідома                       |
| Legio I Minervia            | I легіон Мінерви                    |                                                                        | 82             | 353                   | Доміціан                                   | Мінерва                        |
| Legio I Parthica            | I Парфянський легіон                |                                                                        | 197            | початок V століття    | Септимій Север                             | Кентавр                        |
| Legio II Adiutrix           | II Допоміжний легіон                |                                                                        | 70             | початок IV століття   | Веспасіан                                  | Орел                           |
| Legio II Augusta            | II Августів легіон                  | Legio II Gallica (II Гальський легіон)                                 | 43 до н. е.    | 395                   | Октавіан Август                            | Єдиноріг                       |
| Legio II Italica            | II Італійський легіон               |                                                                        | 165            | V століття            | Марк Аврелій                               | Козеріг, Капітолійська вовчиця |
| Legio II Parthica           | II Парфянський легіон               |                                                                        | 197            | 476                   | Септимій Север                             | Кентавр, бик                   |
| Legio II Traiana fortis     | II Безстрашний Траянів легіон       | II Германський легіон                                                  | 105            | початок V століття    | Траян                                      | Геркулес                       |
| Legio III Cyrenaica         | III Кіренаїкський легіон            |                                                                        | 36 до н. е.    | початок V століття    | Марк Емілій Лепід                          |                                |
| Legio III Augusta           | III Легіон Авґуста                  |                                                                        | 43 до н. е.    | початок V століття    | Октавіан Август                            | Єдиноріг                       |
| Legio III Gallica           | III Гальський легіон                |                                                                        | 49 до н. е.    | 323                   | Юлій Цезар                                 | Бик                            |
| Legio III Italica           | III Італійський легіон              |                                                                        | 165            | початок V століття    | Марк Аврелій                               | Лелека                         |
| Legio III Parthica          | III Парфянський легіон              |                                                                        | 197            | початок V століття    | Септимій Север                             | Бик                            |
| Legio IV Macedonica         | IV Македонський легіон              |                                                                        | 48 до н. е.    | 70                    | Юлій Цезар                                 | Бик                            |
| Legio IV Flavia Felix       | IV Легіон Флавія Щасливого          |                                                                        | 70             | початок IV століття   | Веспасіан                                  | невідома                       |
| Legio IV Scythica           | IV Скіфський легіон                 | IV Парфянський легіон                                                  | 42 до н. е.    | початок IV століття   | Марк Антоній                               | Єдиноріг                       |
| Legio V Alaudae             | V легіон Жайворонків                | Legio IV Gallica (IV Гальський легіон)                                 | 52 до н. е.    | 70                    | Юлій Цезар                                 | Слон                           |
| Legio V Macedonica          | V Македонський легіон               | Legio V Urbana (Міський) Legio V Scythica (Скіфський)                  | 43 до н. е.    | не раніше VI століття | Октавіан Август, Гай Вібій Панса Цетроніан | Бик                            |
| Legio VI Ferrata            | VI Залізний легіон                  |                                                                        | 52 до н. е.    | 260                   | Юлій Цезар                                 | Бик                            |
| Legio VI Victrix            | VI Переможний легіон                | Legio VI Macedonica (Македонський) Legio VI Hispaniensis (Іспанський)  | 53 до н. е.    | Початок V століття    | Юлій Цезар                                 | Бик                            |
| Legio VII Claudia           | VII Клавдіїв легіон                 | Legio VII Paterna (Найстаріший)                                        | 58 до н. е.    | кінець IV століття    | Юлій Цезар                                 | Бик                            |
| Legio VII Gemina            | VII легіон Близнюків                |                                                                        | 68             | 409                   | Гальба                                     | невідома                       |
| Legio VIII Augusta          | VIII Легіон Авґуста                 | Legio VIII Gallica (Гальський) Legio VIII Mutinensis (Моденський)      | 59 до н. е.    | початок V століття    | Юлій Цезар                                 | Бик                            |
| Legio IX Hispana            | IX Іспанський легіон                | Legio IX Triumphalis (Тріумфальний) Legio IX Macedonica (Македонський) | 58 до н. е.    | 161                   | Юлій Цезар                                 | Бик                            |
| Legio X Fretensis           | X Легіон Протоки                    |                                                                        | 41 до н. е.    | початок V століття    | Октавіан Август                            | Кабан                          |
| Legio X Gemina              | X легіон Близнюків                  | Legio X Equestris (Вершників)                                          | 58 до н. е.    | початок V століття    | Юлій Цезар                                 | Бик                            |
| Legio XI Claudia            | XI Клавдіїв легіон                  | Legio X Equestris (Вершників)                                          | 58 до н. е.    | початок V століття а  | Юлій Цезар                                 | Бик                            |
| Legio XII Fulminata         | XII Блискавичний легіон             | Legio XII Victrix (Переможний) Legio XII Antiqua (Старий)              | 58 до н. е.    | початок V століття    | Юлій Цезар                                 | Бик                            |
| Legio XIII Gemina           | XIII легіон Близнюків               |                                                                        | 58 до н. е.    | початок V століття    | Юлій Цезар                                 | Лев                            |
| Legio XIV Gemina            | XIV легіон Близнюків                | Legio XIV Gemina Martia Victrix (XIV Парний легіон Марса Переможний)   | 57 до н. е.    | 430                   | Юлій Цезар                                 | Єдиноріг                       |
| Legio XV Apollinaris        | XV Аполлонів легіон                 |                                                                        | 41 до н. е.    | початок V століття    | Октавіан Август                            | Аполон                         |
| Legio XV Primigenia         | XV Легіон Фортуни Першонародженої   |                                                                        | 39             | 70                    | Калігула                                   | Фортуна                        |
| Legio XVI Gallica           | XVI Гальський легіон                |                                                                        | 41 до н. е.    | 70                    | Октавіан Август                            | Лев                            |
| Legio XVI Flavia Firma      | XVI Стійкий Флавіїв легіон          |                                                                        | 70             | середина IV століття  | Веспасіан                                  | Лев                            |
| Legio XVII                  | XVII легіон                         |                                                                        | 41 до н. е.    | 9                     | Октавіан Август                            | Невідома                       |
| Legio XVIII                 | XVIII легіон                        |                                                                        | 41 до н. е.    | 9                     | Октавіан Август                            | Пегас, лев                     |
| Legio XIX                   | XIX легіон                          |                                                                        | 41 до н. е.    | 9                     | Октавіан Август                            | Козеріг                        |
| Legio XX Valeria Victrix    | XX Легіон Валерія Переможний        |                                                                        | 31 до н. е.    | 296                   | Октавіан Август                            | Кабан                          |
| Legio XXI Rapax             | XXI Стрімкий легіон                 |                                                                        | 31 до н. е.    | 92                    | Октавіан Август                            | Єдиноріг                       |
| Legio XXII Deiotariana      | XXII Дейотарів легіон               |                                                                        | 47 до н. е.    | не пізніше 136 року   | Дейотар                                    | Невідома                       |
| Legio XXII Primigenia       | XXII легіон Фортуни Першонародженої |                                                                        | 39             | поч. IV століття      | Калігула                                   | Геркулес                       |
| Legio XXX Ulpia Victrix     | XXX Ульпіїв Переможний легіон       |                                                                        | 105            | 407                   | Траян                                      | Єдиноріг                       |

## Розподіл римських легіонів за провінціями
Нижче в таблиці в алфавітному порядку наведено прикордонні території Римської імперії з легіонами, що їх охороняли. Таблиця охоплює період від смерті Августа до кінця принципату, тобто до початку військових реформ Діоклетіана.
| Провінція            | 14 рік                     | 67 рік                     | 96 рік                     | 212 рік | 284 рік |
| -------------------- | -------------------------- | -------------------------- | -------------------------- | ------- | ------- |
| Кордон по Рейну      | 8                          | 6                          | 7                          | 4       | 4       |
| Нижня Германія       | 4                          | 4                          | 3                          | 2       | 2       |
| Верхня Германія      | 4                          | 2                          | 4                          | 2       | 2       |
| Кордон по Дунаю      | 7                          | 6                          | 8                          | 12      | 11      |
| Реція                |                            | 1                          |                            | 1       | 1       |
| Норик                | 1                          |                            | 1                          | 2       | 2       |
| Паннонія             | 2                          | 1                          | 2                          | 3       | 2       |
| Верхня Мезія         | 1                          | 1                          | 3                          | 2       | 2       |
| Нижня Мезія          | 1                          | 2                          | 2                          | 2       | 4       |
| Далмація             | 2                          | 1                          |                            |         |         |
| Дакія                | 1                          | 2                          | 2                          | 2       | 4       |
| Східний кордон       | 4                          | 6                          | 6                          | 10      | 9       |
| Каппадокія           | Не входила в склад імперії | 1                          | 4                          | 4       | 4       |
| Сирія                | 4                          | 4                          | 1                          | 3       | 3       |
| Юдея                 |                            | 1                          | 1                          | 2       | 1       |
| Аравія Петреа        | Не входила в склад імперії | Не входила в склад імперії | Не входила в склад імперії | 1       | 1       |
| Кордон в Африці      | 3                          | 3                          | 3                          | 2       | 2       |
| Римський Єгипет      | 2                          | 2                          | 2                          | 1       | 1       |
| Африка               | 1                          |                            |                            |         |         |
| Мавретанія           | Не входила в склад імперії | 1                          | 1                          | 1       | 1       |
| Інші провінції       | 3                          | 7                          | 4                          | 5       | 5       |
| Британія             | Не входила в склад імперії | 4                          | 3                          | 3       | 3       |
| Тарраконська Іспанія | 3                          | 2                          | 1                          | 1       | 1       |
| Галлія               |                            | 1                          |                            |         |         |
| Італія               |                            |                            |                            | 1       | 1       |